# Margit Island
Margit Island ist eine Insel im Archipel Südgeorgiens im Südatlantik. Sie ist die westlichste in der Gruppe der Jomfruene.
Das UK Antarctic Place-Names Committee benannte sie 2009. Namensgeberin ist Margit Therse Larsen (1892–1990), eine der Töchter des auf Südgeorgien einflussreichen norwegischen Walfangunternehmers Carl Anton Larsen.